# Still Blowin'
Still Blowin' è il quindicesimo album in studio del rapper statunitense Too Short, pubblicato nel 2010.

## Tracce
1. Maggot Brain (feat. Silk E) – 3:52
2. I'm Gone – 3:54
3. I Want That – 2:57
4. Fed Up (feat. Kool Ace) – 3:35
5. Player Card (feat. Shanell) – 4:37
6. Still Blowin' – 4:15
7. All for Love (feat. Town Bizness) – 3:24
8. I'm a Pimp (feat. Earl Hayes) – 3:43
9. Checking My Hoes (feat. Birdman & Jazze Pha) – 4:10
10. Lil' Shorty – 3:28
11. International Player – 3:14
12. Porno Bitch – 3:37